# Vicente Gambardella
Vicente Antonio Gambardella Garaffo (5 de octubre de 1932) es un exfutbolista argentino que se desempeñaba como delantero.

## Clubes
| Club                    | País      | Año       |
| ----------------------- | --------- | --------- |
| Quilmes AC              | Argentina | 1948-1950 |
| River Plate             | Argentina | 1951-1954 |
| Huracán                 | Argentina | 1955      |
| Universidad Católica    | Chile     | 1957      |
| Atlético Chalaco        | Perú      | 1958      |
| Estudiantes de La Plata | Argentina | 1959      |
| Ferro Carril Oeste      | Argentina | 1960-1961 |